# Sobdibe Kemaye
Sobdibé Kemaye également appelée MamanSob, née le 29 juillet 1979 à N'Djamena est une écrivaine, chanteuse, et militante féministe tchadienne.

## Biographie
Sobdibé Kemaye nait le 29 juillet 1979 à N'Djamena. Sa langue maternelle est le Moundang. Elle est titulaire d’une licence en linguistique obtenue en 1996 à l’Université du Tchad et d’un master 2 en littérature orale obtenu en 2021 à l’Université de N’Gaoundéré[réf. nécessaire]. 
Elle a participé aux festivals littéraires tels que le MILA en Côte d’Ivoire (2020) et le FILIGA au Gabon (2021).
MamanSob chante en Moundang, et en arabe et français, pour défendre les femmes victimes de violences. Sa carrière musicale débute en 2011. Elle sort son premier album en 2023, intitulé Bii Mawouki.
Elle a publié son premier roman: Le sexe féminin, une fatalité?, en 2018 aux éditions Toumaï. Ce roman dénonce la vision phallocratique qui réduit la femme africaine à sa fonction reproductive,.
En 2022, son livre Le 8 mars, fête des pagnes ou de défilé? obtient le prix spécial du Festival International la Semaine des Fous du Livre (FESTIFOUS) à Yaoudé au Cameroun. 
En 2023, elle est assistante du conseiller à la culture et au tourisme à la Primature. En 2024, elle est directrice adjointe de la Bibliothèque nationale du Tchad. 

## Publications
- Le sexe féminin, une fatalité ?, N'djamena, Éditions Toumai, 2018, 96 p. (ISBN 978-2-37918-684-4)
- Le 8 mars, une fête de pagne ou de défilé ?, Toumaï Éditions, 2021, 81 p. (ISBN 9782376701163)